# Cybocephalus malyi
Cybocephalus malyi là một loài bọ cánh cứng trong họ Cybocephalidae. Loài này được Obenberger miêu tả khoa học năm 1917.